# داماسوس الأول

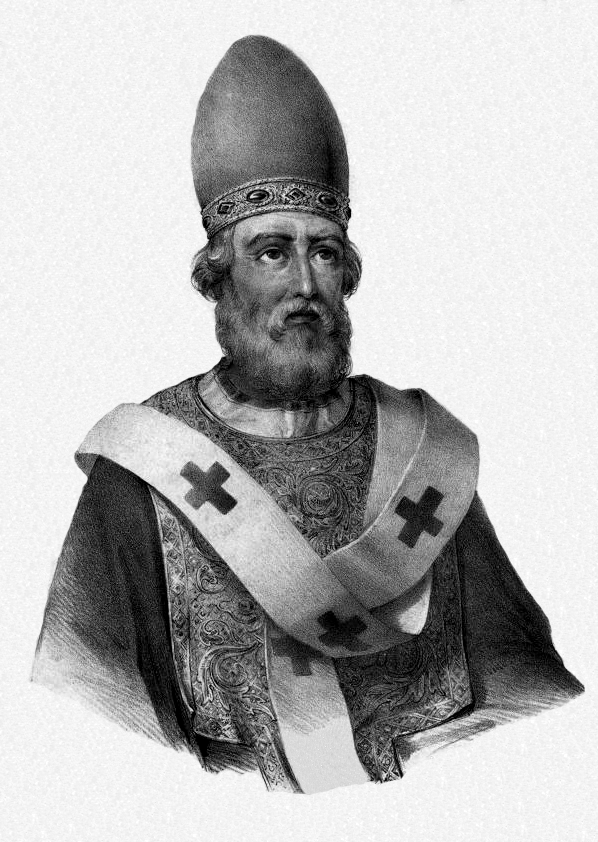
البابا داماسوس الأول

البابا القديس داماسوس الأول (ولد حوالي سنة 305 وتوفي في 11 ديسمبر 384) هو أسقف روما بين عامي 366 و384.
ولد داماسوس حوالي عام 305 في مقاطعة لوزيتانيا (البرتغال الحالية)، التي كانت جزءاً من الإمبراطورية الرومانية الغربية آنذاك، وتزامنت حياته مع صعود الإمبراطور قسطنطين الأول وتوحيد وإعادة انقسام الإمبراطوريتين الرومانيتين الشرقية والغربية، والتي صحبها الاعتراف بالمسيحية على نطاق واسع ثم تبني المسيحية كديانة رسمية للدولة الرومانية.
نشأ داماسوس في خدمة بازيليكا سان لورنزو فوري لي مورا بمدينة روما، وتولى البابوية عقب وفاة البابا ليبيريوس بعد صراعات عنيفة بين فصائل الكنيسة الكاثوليكية تسببت في مقتل عدد من رجال الكنيسة واضطر إزاءها الإمبراطور ڤالنتينيان الأول للتدخل سعياً للتهدئة.

## روابط خارجية
- داماسوس الأول على موقع الموسوعة البريطانية (الإنجليزية)
- داماسوس الأول على موقع إن إن دي بي (الإنجليزية)